# Skattebetalarnas förening
Skattebetalarnas förening är en svensk allmännyttig ideell förening och politisk intresseorganisation som verkar för lägre skatter. Föreningen grundades 1921. Den utger medlemstidningen Sunt Förnuft. Ordförande är den före detta moderata politikern Pia Kinhult och verkställande direktör är Christian Ekström.

## Föreningens syfte
Skattebetalarnas förening har enligt sina stadgar till syfte att verka för: 
- sparsamhet och effektivitet i offentlig verksamhet,
- låga och synliga skatter,
- enkel och tydlig skattelagstiftning och
- rättssäkerhet för de skattskyldiga.

Därutöver skall föreningen enligt stadgarna vara partipolitiskt obunden och verka självständigt i förhållande till de politiska partierna. 

## Historik
Föreningen grundades våren 1921 på initiativ av Marcus Wallenberg för att verka för största möjliga sparsamhet med skattebetalarnas medel. Organisationen bildades som en partipolitiskt oberoende sammanslutning av medborgare och företag som en reaktion mot vad grundarna ansåg var misshushållning och felanvändning av offentliga medel under åren närmast före bildandet. Sannolikt spelade också de nyss beslutade rösträttsreformerna in, som näringslivsföreträdare befarade skulle leda till populistisk utgiftspolitik och ökade skatter. Vid slutet av 1925 hade föreningen växt till 40 000 medlemmar, och den blev snabbt förebild för liknande organisationer i Danmark, Finland och Norge.
Sedan 1971 har Skattebetalarnas förening årligen beräknat den så kallade Skattefridagen, som tillkom efter förebild från den amerikanska Tax Freedom Day.
En av organisationens mer uppmärksammade slogans och kampanjer är "hälften kvar", som man framför allt drev under 1980-talet, och som sannolikt var en faktor i att skattereformen 1990–1991 kom till stånd, den så kallade "Århundradets skattereform".
Skattebetalarnas förenings långsiktiga opinionsarbete mot fastighetsskatten tillsammans med Villaägarnas riksförbund och förmögenhetsskatten med bland andra Aktiespararna är allmänt erkänt som viktigt för att dessa skatter avskaffades av Alliansregeringen 2007. 

### Politiskt kuppförsök
2005 försökte Sverigedemokraterna (SD), Nationaldemokraterna (ND) och dem närstående organisationer, bland annat sponsrade av Carl Lundström och under ledning av Kenneth Sandberg, genomföra en kupp mot Skattebetalarnas förening. Detta avslöjades av Expo. Målet var att få ökat inflytande över Skattebetalarnas förening genom att få sina sympatisörer att närvara på årsstämman som det året hölls i Malmö. Syftet var att inrikta organisationen mer på att föra fram Sverigedemokraternas kritik mot invandringens kostnader för skattebetalarna genom att rösta in andra personer i styrelsen. Detta ledde till att Moderaterna och Folkpartiet närstående organisationer mobiliserade egna sympatisörer till årsstämman för att motverka SD/ND-sympatisörernas inflytande, bland annat genom tågbiljetter från Stockholm till Malmö sponsrade av en anonym donator. Resultatet blev att SD och ND misslyckades med sina avsikter, och dåvarande ordföranden Claes Levin omvaldes.

## Slöseriombudsmannen och Årets värsta slöseri
Tillsammans med tankesmedjan Timbro och Skattebetalarnas föreningen tog Johan Ingerö 2010 initiativet att starta funktionen i en text om slöseri med skattemedel. SlösO granskar hur skattepengar används och uppmärksammar om politiker och andra makthavare uppfattas slösa med skattebetalarnas pengar. Formuleringen fick spridning och Ingerö erbjöds att leda ett projektet med namnet SlösO, och blev då den första Slöseriombudsmannen.

### Slöseriombudsmän[13][12]
- Johan Ingerö, 2010
- Eva Cooper och Arvid Malm, 2011
- Martin Borgs, 2012–2014
- Rebecca Weidmo Uvell, 2015
- Lars Wilderäng, 2016
- Martin Jacobson
- Johan Gustafsson, 2018–april 2020
- Josefin Utas juni 2020–2022
- Amilia Stapelfeldt, maj - september 2023
- Philip Syrén - 2024 - nuvarande

### Årets värsta slöseri
Sedan 2014 anordnar föreningen tävlingen "Årets värsta slöseri" där man i slutet av året utser en årets värsta slöseri med skattemedel.

## Ordförande
- 1921–1943: Marcus Wallenberg
- 1943–1953: Ragnar Blomquist
- 1953–1969: Jacob Wallenberg
- 1969–1976: Curt Nicolin
- 1976–1983: Hans Stahle
- 1983–1999: Tom Wachtmeister
- 1999–2003: Björn Wolrath
- 2003–2007: Claes Levin
- 2007–2016: Dick Kling
- 2016–: Pia Kinhult

## Verkställande direktörer
- 1921–1929: Erland Nordlund
- 1930–1954: Lars Akselsson
- 1955–1963: Sven-Ivar Ivarsson
- 1963–1984: Ulf Öjeman
- 1985–2000: Björn Tarras-Wahlberg
- 2000–2003: Gunnar Eliasson
- 2004–2012: Robert Gidehag
- 2013–2016: Joacim Olsson
- 2016–: Christian Ekström